# Lotti van der Gaag
Charlotte 'Lotti' van der Gaag (La Haya, 18 de diciembre de 1923 – Nieuwegein, 20 de febrero de 1999) fue una escultora y pintora neerlandesa, asociado con miembros del movimiento de las artes CoBrA.

## Vida y carrera
Charlotte van der Gaag nació el 18 de diciembre de 1923 en La Haya en los Países Bajos.
A los veinte años tenía una relación con el artista Bram Bogart, quién la introdujo en el arte de la escultura. Alrededor 1950, visitó al poeta holandés Simon Vinkenoog en París; y fue presentada a los miembros de CoBrA, entre ellos a Karel Appel y Guillaume Cornelis van Beverloo. Durante este periodo se concentró casi exclusivamente en su escultura. Van der Gaag falleció, a la edad de 75, en Nieuwegein el 20 de febrero de 1999.